# Moussa Ali
Moussa Ali (2021 m n. m.) je stratovulkán v pohoří Denakil ve východní Africe. Leží na trojmezí Etiopie (region Afarsko), Eritreje (region Debubawi Kayih Bahri) a Džibutska (region Tadjourah). Jedná se o nejvyšší vrchol Džibutska. Je budován trachyty a ryolity. Vrchol sopky tvoří kaldera, jejíž dno pokrývají ryolitové lávové dómy a lávové proudy. Poslední erupce se odehrála v období holocénu.